# カオジロサギ

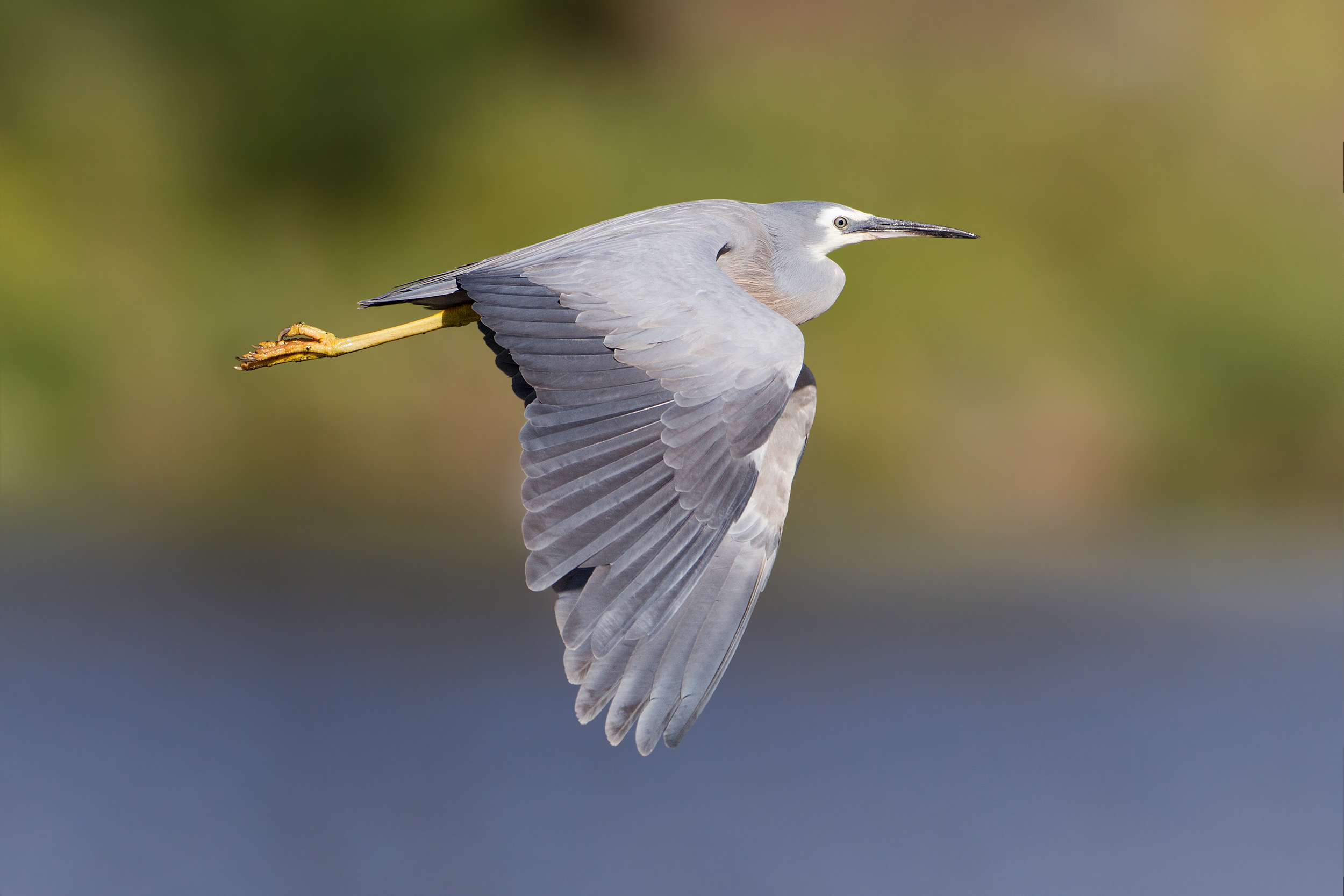
飛翔する顔白鷺

カオジロサギ（顔白鷺、学名:Egretta novaehollandiae）は、ペリカン目サギ科に分類される鳥類の一種である。オーストラリアでは、Blue crane（青い鶴の意味）とも呼ばれている。

## 分布
小スンダ列島から、セレベス、ニューギニア、オーストラリア、ニュージーランドに分布する。

## 形態
体長約66-69 cm。前頭部と顔、のどは白色で後頭部から頸、背面にかけては青灰色である。胸から腹部にかけては、やや淡い色の青灰色になる。虹彩は黄色く、嘴は黒色、脚は暗い黄緑色である。

## 生態
湖沼や湿地、干潟などに生息する。
魚類、甲殻類、昆虫類、カエルなどを捕食する。
水辺の樹木に営巣する。1腹4-5個の卵を産み、抱卵期間は24-26日である。抱卵、育雛とも雌雄共同で行う。雛は約40日で巣立ちする。